# Косумель (аэропорт)
Международный аэропорт Косумель (исп. Aeropuerto Internacional de Cozumel), (ИАТА: CZM, ИКАО: MMCZ) — аэропорт совместного базирования, расположенный на острове Косумель (штат Кинтана-Роо, Мексика), на побережье Карибского моря близ крупного города Канкун.
Порт обслуживает внутренние и международные авиаперевозки города Сан-Мигель-де-Косумель.

## Общие сведения
Международный аэропорт Косумель является одним из девяти аэропортов, расположенных в юго-восточной части Мексики.
В 2003 году были выполнены работы по расширению и модернизации здания пассажирского терминала аэропорта, в результате которых введены в эксплуатацию шесть новых выходов на посадку (гейтов).
В 2009 году услугами Международного аэропорта Косумель воспользовалось 435 679 человек.